# Muhammad Qutb
Muhammad Qutb (arabiska: محمد قطب), född 1919 i guvernementet Asyut, död 4 april 2014 i Mekka, var en egyptisk islamistisk författare och aktivist inom Muslimska brödraskapet. Han var bror till Sayyid Qutb. Brodern Sayyid avrättades 1966 men Muhammad Qutb blev frisläppt från fängelset år 1972 och levde sedan i exil i Saudiarabien.

## Böcker
- Shubuhāt Hawla al-Islām (Islam: The Misunderstood Religion) ISBN 0-686-18500-5
- Dirāsāt fī al-nafs al-insānīyah.[1963?] (Studies in human psychology) BP166.73 .Q8 Arab
- Hal nahnu Muslimūn (Are we Muslims?) al-Qāhirah : Dār al-Shurūq, 1980, ISBN 977-705-981-7
- al-Insān bayna al-māddīyah wa-al-Islām. (Man between the Material World and Islam) B825 .Q8 (Orien Arab)
- al-Sahwah al-Islāmīyah (The Islamic Resurgence)(al-Qāhirah : Maktabat al-Sunnah, 1990)
- Jāhilīyat al-qarn al-'ishrīn  (Jahiliyya of the Twentieth Century), 292 p. ; 23 cm. al-Qahirah : Dar al-Shuruq, ; ISBN 977-733-606-3
- The Concept of Islam and Our Understanding of It
- The Future is for Islam
- Islam and the Crisis of the Modern World, The Islamic Foundation, 1979. ISBN 0-86037-047-X
- Wāqi'unā al-mu'āsir, Dār al-Shurūq, 1979. ISBN 977-09-0393-0